# Gurley (Nebraska)
Gurley est un village du comté de Cheyenne, dans l'État du Nebraska, aux États-Unis. En 2020, il comptait une population de 187 habitants.